# Église protestante de l'Union prussienne
L'Église protestante de l'Union vieille-prussienne (Evangelische Kirche der altpreußischen Union, nom officiel utilisé entre 1922 et 1953) est une église protestante majeure créée en 1817 par une série de décrets pris par le roi de Prusse Frédéric-Guillaume III, unissant les dénominations luthérienne et réformée en ses États, Prusse et principauté de Neuchâtel. Elle devint la plus grande organisation religieuse indépendante de l'Empire allemand et plus tard de l'Allemagne de Weimar, avec environ 18 millions de fidèles. Cette Église a subi deux schismes (un définitif dans les années 1830 et un temporaire de 1934 à 1948). Église officielle de l'État prussien, au XIXe siècle, avec le statut d'établissement public du culte, elle a été en partie démembrée dans les années 1920 à la suite du rattachement d'une partie de la Prusse à la Deuxième république polonaise, la Tchécoslovaquie, la Lituanie, etc.

Territoire prussien.

Au cours de la Seconde Guerre mondiale, l’Église protestante vieille-prussienne a été en outre marquée par les destructions massives de ses bâtiments et par la perte de plusieurs provinces ecclésiastiques à la suite de l'expulsion des Allemands d'Europe de l'Est puis, dans les années 1950 à 1970, par les expropriations et la répression anti-religieuse pratiquées par la RDA, la Pologne et l'Union soviétique. 
L'Église a été profondément réformée lors des deux après-guerres, s'ouvrant notamment à davantage de participation démocratique de ses paroissiens. À la suite de la baisse du nombre de ses membres en raison de la crise démographique allemande et de la croissance de l'irréligion, l'Église a été absorbée dans l'Union des Églises protestantes en 2003.
L'Église protestante vieille-prussienne a compté de nombreux théologiens de renom parmi ses membres, notamment Friedrich Schleiermacher, Julius Wellhausen (temporairement), Adolf von Harnack, Karl Barth (temporairement), Dietrich Bonhoeffer, Martin Niemöller (temporairement) ou, plus récemment Heino Falcke.

## Noms officiels de l'église
- 1821–1845 : Église protestante dans les pays royaux prussiens (Evangelische Kirche in den Königlich-Preußischen Landen) de statut église-état
- 1845–1875 : Église d'État protestante de Prusse (Evangelische Landeskirche Preußens) de statut église-état et établissement public de culte
- 1875–1922 : Église d'État protestante des anciennes provinces de Prusse (Evangelische Landeskirche der älteren Provinzen Preußens) au statut d'Église d'État et établissement public parmi des autres Églises d'État de même statut dans les nouvelles provinces prussiennes (deux Églises de Hanovre, une luthérienne et une réformée ; trois Églises régionales en Hesse-Nassau, une pour Francfort-sur-le-Main (luthérienne), la Hesse électorale [rattachant paroisses luthériennes, calvinistes et protestantes unies] et le Nassau [protestante unie] ; une Église luthérienne du Schleswig-Holstein)
- 1922–1953 : Église protestante de l'Union vieille-prussienne (Evangelische Kirche der altpreußischen Union ; EKapU ou APU) de statut établissement public du culte parmi d'autres établissements publics de culte. Pendant une courte période l'Église se trouva incorporée à l'Église protestante du Reich (du 24 juin jusqu'au 15 juillet 1933), mais rétablie par jugement du Landgericht I de Berlin. Le gouvernement national-socialiste ne respectait pas l'indépendance de l'établissement public.
- 1953–2003 : Église protestante de l'Union (Evangelische Kirche der Union; EKU) de statut établissement public du culte, membre de la fédération dite Église protestante en Allemagne (EKD), mais transformée depuis 1946 en confédération des Églises régionales provenant de ses provinces ecclésiales, elles-mêmes membres de la EKD.

## Histoire
Le luthéranisme et le calvinisme (les églises réformées) avaient coexisté en Brandebourg après que le Prince-électeur Jean-Sigismond eut déclaré sa conversion du luthéranisme au calvinisme en 1617, la majorité de ses sujets restant luthériens. Les effectifs calvinistes avaient ensuite sensiblement augmenté en raison de l'arrivée de milliers de calvinistes réfugiés fuyant la répression du protestantisme en Bohême, en France (les huguenots), aux Pays-Bas méridionaux, en Wallonie dans les duchés unis de Juliers-Clèves-Berg ou dans la république des Deux Nations polonaise lituanienne. Comment unir l’Église ? La question était posée depuis des décennies.

### Décisions royales de fusionner les Églises luthérienne et calviniste

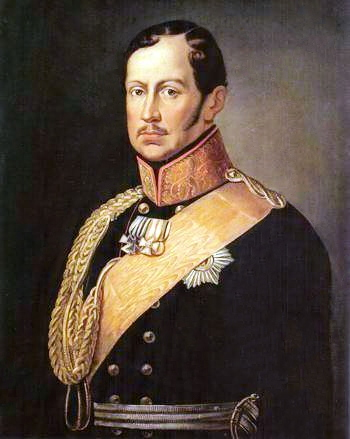
, roi de Prusse et prince de Neuchâtel.

Un an après être monté sur le trône en 1798, Frédéric-Guillaume III, étant summus episcopus (gouverneur et évêque suprême des églises protestantes), décréta une nouvelle liturgie commune afin qu'elle soit mise en application dans les églises luthériennes et réformées. Le roi, qui était réformé, était marié avec la luthérienne Louise de Mecklembourg-Strelitz (1776-1810), ce qui explique pourquoi ils ne communiaient jamais ensemble. Une commission fut formée pour la préparation de cette liturgie commune. Elle représenta l'aboutissement des efforts de ses prédécesseurs à unifier ces deux églises protestantes, dans le royaume de Prusse comme pour son prédécesseur, l'Électorat de Brandebourg, qui allait devenir sa province principale.
D'importantes réformes de l'administration de la Prusse ont été entreprises après la défaite des armées prussiennes par Napoléon à la bataille d'Iéna-Auerstaedt. Dans le cadre de ces réformes, les trois structures de direction de l'Église luthérienne (avec son organe directeur, le Consistoire supérieur pan-prussien), (1750-1808), des Églises réformées (avec leur organe directeur, le Consistoire réformé français pan-prussien (1701-1808)), et le consistoire réformé pan-prussien de langue allemande (1713-1808) furent abolies et leurs missions reprises par la Sektion für den Kultus und öffentlichen Unterricht (Section du culte et de l'instruction publique), également compétentes pour l'Église catholique et les juifs, formant un département du Ministère prussien de l'Intérieur.
Sous l'influence du mouvement de centralisation propre à l'absolutisme et à l'époque napoléonienne, la défaite de Napoléon en 1815 ne provoqua pas le retour à l'ordre ancien. Au contraire, toutes les communautés religieuses furent placées sous l'autorité d'un seul consistoire dans chacune des dix provinces prussiennes. L’État administrait ainsi les affaires de toutes les religions : les catholiques, les juifs, les luthériens, les mennonites, les frères moraves et les calvinistes (ou réformés).
En janvier 1817, la section du culte et d'instruction publique fut renommée en Ministère prussien des affaires spirituelles, éducatives et médicales, généralement appelé le Ministère des cultes (Kultusministerium). Le baron vom Stein en fut nommé le ministre. Les Églises réformées et l'Église luthérienne étaient ainsi administrées par un unique département au sein du même ministère. Le ministère mit en place la robe pastorale (allemand : Talar) comme le costume de bureau habituel.
Le 27 septembre 1817, Frédéric-Guillaume annonçait qu'à l'occasion du tricentenaire de la Réforme, le 31 octobre de la même année, la paroisse réformée de la cour et de la garnison de Potsdam, dirigée par le pasteur de la Cour, Rulemann Friedrich Eylert (de) et la paroisse luthérienne de la garnison s'uniraient en une paroisse chrétienne protestante unique dans le bâtiment de l’église simultanée calviniste-luthérienne de la garnison. Déjà la veille, les luthériens et les chrétiens réformés célébrèrent ensemble la Cène dans l'église luthérienne Saint-Nicolas de Berlin. Le protestantisme dans la Principauté de Neuchâtel n'a pas fait l'objet de l'unionisme royal, de sorte que l'Église nationale de Neuchâtel ne fut pas affectée.
Le 7 novembre, Frédéric Guillaume exprimait son désir de voir les congrégations protestantes de toute la Prusse suivre cet exemple et devenir des paroisses de l'Union. Les luthériens, qui formaient auparavant l'Église luthérienne d’État de Nassau-Sarrebruck et les calvinistes dans la région de la Sarre méridionale, avaient formé une Église unie dans l'administration dès le 24 octobre (Union de Sarrebruck). Cependant, en raison du rôle souverain reconnu aux paroisses dans le protestantisme, aucune paroisse ne fut forcée d'entrer dans l'union par le décret du roi. Ainsi, dans les années qui suivirent, beaucoup de congrégations luthériennes et réformées suivirent l'exemple de Potsdam et devinrent des congrégations fusionnées, tandis que d'autres maintenaient leur ancienne confession luthérienne ou réformée. 
Dans beaucoup d'endroits, en Rhénanie surtout, les luthériens et les calvinistes fusionnèrent leurs paroisses pour former des congrégations protestantes unies. Quand en 1847 la Prusse a finalement établi un parlement, quelques bureaux de direction de l'Église ont obtenu un siège dans la première chambre des membres non élus, mais nommés (chambre haute à laquelle succède la Chambre des seigneurs de Prusse à partir de 1854).
Des mesures ont été prises pour déterminer le nombre de pasteurs qui deviendraient pasteurs de l'Union. Les candidats au ministère, à partir de 1820, devaient indiquer s'ils seraient disposés à adhérer à l'Union. Toute la faculté de théologie de l'Université rhénane Frédéric-Guillaume de Bonn appartenait à l'Union. Aussi un vœu d'ordination œcuménique a été formulé dans lequel le pasteur prêtait allégeance à l'Église protestante unie.

### Structure territoriale
L'Église protestante de l'Union vieille-prussienne comprenait les provinces ecclésiastiques suivantes : le Brandebourg (y compris Berlin ; 1817-1950, continue par l'Église protestante en Berlin-Brandebourg), la Fédération régionale synodale de la Ville libre de Dantzig (1920-1940), l'Église protestante unie en Haute-Silésie polonaise (de) (1922-1937), la Fédération régionale synodale du Territoire de Memel (1927-1944), la Poméranie (1817-1950, continue par l'Église protestante de Poméranie), la Posnanie (1817-1920, continue par Église protestante unie en Pologne (de)), la Posnanie-Prusse-Occidentale (1923-1940, continue par l'Église poméranienne), la Prusse provinciale ecclésiale (1831-1883, suivi par les deux Prusse-Occidentale/-Orientale), la Prusse-Occidentale (1817-1831, 1883-1920, suivi par Dantzig, Église protestante unie en Pologne et Posnanie-Prusse-Occidentale), la Prusse-Orientale (1817-1831, 1883-1945), la Rhénanie (y compris le pays de Hohenzollern, 1817-1948, continue par l'Église protestante en Rhénanie), la Saxe (1817-1950, continue par l'Église protestante de la province ecclésiastique de Saxe), la Silésie (1817-1950, continue par Église protestante de Silésie) et la Westphalie (1817-1948, continue par Église protestante de Westphalie). Chaque province ecclésiastique avait à sa tête un consistoire provincial comme corps administratif et un surintendant général (Generalsuperintendent) comme chef spirituel.

### Dissidences
En juin 1829, Frédéric-Guillaume ordonna que toutes les congrégations protestantes et le clergé en Prusse abandonnent les noms de luthériens ou de réformés et adoptent toutes le nom de protestant. Il ne s'agissait pas d'imposer un changement de croyance ou de dénomination, mais simplement un changement de vocabulaire. En avril 1830, Frédéric-Guillaume, dans ses instructions pour la célébration prochaine du trois centième anniversaire de la présentation de la Confession d'Augsbourg, a ordonné à toutes les congrégations protestantes en Prusse de célébrer la Sainte-Cène en utilisant la nouvelle liturgie. Plutôt que d'avoir l'effet unificateur que Frédéric-Guillaume souhaitait, ce décret suscita la dissidence parmi les congrégations luthériennes. En 1830, Johann Gottfried Scheibel (de), professeur de théologie à l'Université silésienne Frédéric-Guillaume de Breslau, a fondé à Breslau la première congrégation luthérienne indépendante de l'Union.
En 1834, cherchant un terrain d'entente avec les dissidents, qui étaient maintenant connus sous le nom de « vieux-luthériens », Frédéric-Guillaume III publia un décret prévoyant que l'Union s'appliquerait seulement aux domaines de la gouvernance et de la liturgie, et que les paroisses pourraient conserver leurs identités confessionnelles originelles. En contrepartie, dans le but de calmer les dissensions futures de son « Union », il fut interdit aux dissidents d'organiser des groupes religieux séparés.
En dépit de ce décret, un certain nombre de pasteurs et de congrégations luthériennes comme celle de Breslau, croyant contraire à la Volonté de Dieu d'obéir à ce décret du roi, continuèrent à utiliser l'ancienne liturgie et les rites de l'Église luthérienne. Prenant conscience de ce défi, les fonctionnaires firent rechercher les pasteurs rebelles. Ceux qui furent surpris à utiliser l'ancienne liturgie furent suspendus, et parfois emprisonnés. Cette répression de leur liberté religieuse, et la surveillance policière continue qui l'accompagnait, conduisit à une rupture au sein de l'Église protestante prussienne.

### Schisme vieux-luthérien
À partir de 1835, de nombreux groupes luthériens dissidents cherchaient à émigrer comme moyen de trouver la liberté religieuse. Certains groupes émigrèrent en Australie et aux États-Unis dans les années 1835-1840. Cette émigration a conduit à la formation de l'Église luthérienne - Synode du Missouri, aujourd'hui deuxième plus grande dénomination luthérienne aux États-Unis. L'émigration a aussi conduit à la fondation de l'Église luthérienne d'Australie.
Avec la mort de Frédéric-Guillaume III en 1840, le roi Frédéric-Guillaume IV monte sur le trône. Il libère les pasteurs qui avaient été emprisonnés et permet aux groupes dissidents de former des organisations religieuses en toute liberté. En 1841, les vieux-luthériens restés en Prusse se réunirent en synode général à Breslau et fondèrent l'Église protestante-luthérienne en Prusse, qui fut fusionnée en 1972 avec des corps d'Églises luthériennes dans d'autres États allemands pour devenir l'Église protestante luthérienne indépendante (allemand : Selbständige Evangelisch-Lutherische Kirche, ou SELK). Le 23 juillet 1845, le gouvernement royal a reconnu l'Église protestante luthérienne en Prusse et ses congrégations en tant qu'entités juridiques. Dans la même année, l'Église protestante de l'Union vieille-prussienne renforça sa dimension d'Église officielle et fut rebaptisée Église protestante de l’État de Prusse (allemand : Evangelische Landeskirche Preußens).

### Traitements des églises et paroisses en territoires rattachés à la Prusse

#### Cas deNeuchâtel
En 1814, la principauté de Neuchâtel avait été restituée à ses suzerains Hohenzollern, qui l'avaient gouvernée de 1707 à 1806 sous le statut de l'union personnelle, mais la réforme poussée par le roi Frédéric-Guillaume III ne s'appliqua pas à Neuchâtel, pour trois raisons. D'une part, en 1815, Frédéric-Guillaume III acceptait que ce territoire francophone s'intègre à la Confédération suisse sous le nom de canton de Neuchâtel ; ensuite, bien que très majoritaire, l'église calviniste de Neuchâtel n'a pas le statut d'église d’État, puisqu'à l'époque de sa fondation en 1540, le prince régnant Louis Ier d'Orléans-Longueville était catholique ; enfin, le luthéranisme n'étant pas représenté à Neuchâtel, il n'y avait pas matière à promouvoir localement une union luthéro-réformée. Ainsi, bien que dépendant du même souverain que la Prusse, l'Église réformée de Neuchâtel resta à l'écart de la politique religieuse du roi Frédéric-Guillaume III.

#### Cas des principautés de Hohenzollern
Après l'annexion pacifique des deux principautés catholiques de Hohenzollern-Hechingen et Hohenzollern-Sigmaringen à la Prusse, des protestants ont pu s'y installer pour la première fois, le protestantisme n'étant pas jusque là une religion autorisée dans ces deux principautés. Les nouvelles paroisses protestantes qui y sont créées sont toutes protestantes unies, et s'intègrent à l'Église protestante de l'État de Prusse en 1850, avec un rattachement à sa province ecclésiale rhénane (Kirchenprovinz Rheinland). 

#### Cas des annexions belliqueuses
L'évolution est différente dans le cas des annexions belliqueuses de 1866 (Ville libre de Francfort, Royaume de Hanovre, Électorat de Hesse, duché de Holstein, duché de Nassau et duché de Schleswig. Après l'expérience du schisme vieux-luthérien, les anciennes églises d'État protestantes de confession unie ou luthériennes de ces états et leurs églises indépendantes sont restées inchangées tout en se reconnaissant mutuellement comme égales. 
C'est le cas des églises d'État protestantes de Francfort (église luthérienne, hors des paroisses réformées indépendantes), de Hanovre (église luthérienne, hors des églises indépendantes de confession baptiste, méthodiste ou réformée), de la Hesse électorale (une église des paroisses unies, réformées et luthériennes sous l'administration unie ; sauf une église vieille-luthérienne indépendante), du Holstein (église luthérienne, fusionnée avec celle de Schleswig en 1867, hors les paroisses réformées indépendantes), de Nassau (une église protestante unie), de la Prusse (des paroisses luthériennes, réformées et unies sous une administration unie commune, hors les églises indépendantes de confession baptiste, méthodiste, réformée ou vieille-luthérienne) et de Schleswig (église luthérienne, fusionnée avec celle de Holstein en 1867, hors l'église morave indépendante). En 1875, l'Église protestante d'État de Prusse a tenu compte de ces développements et a pris le nom d`Église protestante des anciennes provinces de Prusse (Evangelische Landeskirche der älteren Provinzen Preußens). Lors de l'annexion pacifique de la Saxe-Lauenbourg en 1876, son Église luthérienne d'État est devenue un diocèse de l'Église régionale protestante luthérienne de Schleswig-Holstein, fondée en 1867 lors de la fusion des églises luthériennes des duchés de Holstein et de Schleswig. 
Toutes ces églises avaient le statut d'églises d'État protestantes de Prusse. Et bien qu'elles ne soient pas parvenues à un consensus sur les questions confessionnelles, aucune ne s'est étendue sur le territoire de l'autre. Les migrants protestants en Prusse, y compris de nombreux fonctionnaires gouvernementaux, ou bien dans toute l'Allemagne, devaient donc s'adapter à la situation locale. Par exemple, un membre d'une paroisse unie de Berlin qui déménageait à Dantzig, où il n'y avait pas de paroisses unies, devait choisir entre une paroisse réformée ou une paroisse luthérienne. En revanche, celui qui arrivait à Kiel, où il n'y avait que des paroisses luthériennes, à Nassau, où il n'y avait que des paroisses unies ou à Ziethen, où seules existaient des paroisses réformées, n'avait pas d'autre choix que de se rattacher à une paroisse relevant de la confession locale. Même dans Berlin, déménager près de la porte de Brandebourg impliquait un rattachement à la paroisse protestante unie de Dorotheenstadt, et aller à Schöneberg imposait d'aller à la paroisse luthérienne du quartier. 
Depuis 1817, cette acceptation des protestants d'une confession donnée dans des paroisses de confession différentes a produit chez de nombreux protestants une certaine indifférence envers les différences confessionnelles, voire leur ignorance complète.

### Changements après 1918
Avec la fin de la monarchie prussienne en 1918, la fonction du roi comme summus episcopus (gouverneur suprême de l'Église protestante) cessa d'exister. En outre, la Constitution de Weimar de 1919 a décrété la séparation de la religion et de l'État. Avec les annexions de territoires prussiens par des états frontalières beaucoup de ses paroisses se retrouvaient hors de la Prusse. Les paroisses protestantes dans les Cantons de l'Est belges rejoignirent l'Union des Églises Protestantes de Belgique, comme celle de Hultschin adhérait à l'Église protestante silésienne de la Confession d'Augsbourg (Slezská církev evangelická augsburského vyznání) en Silésie tchèque. Les paroisses de l'Église protestante de l'Union vieille-prussienne dans les territoires mandataires de la Société des Nations, Dantzig, Memel (annexée par la Lituanie en 1923) et la Sarre (sauf sa partie palatine) ainsi que les paroisses en Haute-Silésie orientale (cédée après le plébiscite de Haute-Silésie en 1922 à la Deuxième République polonaise) sont restées des parties de l'église. 
Ainsi dans sa nouvelle constitution du 29 septembre 1922, l'« Église protestante des anciennes provinces de Prusse » prenant en compte son nouveau caractère transfrontalier et indépendant de l'état a remplaça le toponyme « Prusse » dans son nom en se référant à l'union protestante administrative de 1817, dite « l'Union vieille-prussienne », commune à toutes ses paroisses, rebaptisant en l'Église protestante de l'Union vieille-prussienne. Prenant en considération le fait que ses congrégations s'étendaient maintenant sur six États souverains, le nouveau nom était celui d'une dénomination religieuse, et n'était plus liée à un État. L'unité de l'Église devint cependant difficile à maintenir, certains des États annexants s'opposant au fait que des organisations religieuses à l'intérieur de leurs frontières maintiennent une union avec des organisations ecclésiales allemandes.
Dans les années 1920, la Pologne et la Lituanie ont imposé des divisions organisationnelles permanentes ou temporaires, éliminé des paroisses entières, et exproprié des biens de l'Église, en les transférant soit à des usages laïcs, soit à différentes Églises plus favorisées par ces différents gouvernements. Sous la pression des autorités polonaises, les paroisses vieilles-prussiennes dans les voïvodies de Poméranie et de Posnanie acceptèrent de former la nouvelle Église unie protestante en Pologne, séparée de l'Église de l'Union vieille-prussienne.

### Sous la république de Weimar
Pendant la république de Weimar, les groupes nationalistes ont dominé les synodes généraux de l’Église protestante prussienne. L'affinité traditionnelle de l’Église avec les anciens princes a donc persisté. Ainsi lorsque, en 1926, les partis de gauche ont lancé un plébiscite proposant l'expropriation sans compensation des anciens monarques allemands et leurs familles, l'Église protestante de l'Union vieille-prussienne appela à l'abstention, s'appuyant sur le commandement tu ne voleras pas. Ainsi le plébiscite ne réunit pas le minimum de participation et échoua.
Cependant, le vide spirituel et l’irréligion, qui ont émergé après que l'Église eut cessé d'être une Église d'État,  ont commencé à poser problème. Otto Dibelius, depuis 1925 surintendant général de la Province ecclésiastique du Brandebourg, publia son ouvrage Das Jahrhundert der Kirche (Le Siècle de l'Église). Il y déclarait que le XXe siècle était l'ère où l'Église protestante pourrait pour la première fois se développer librement et gagner l'indépendance que Dieu avait voulue, sans le fardeau et les contraintes pesant sur une Église d'État. Il considérait le rôle de l'Église comme étant d'autant plus important que l’État sous la république de Weimar ne fournirait plus à la société de normes contraignantes, et que l'Église devait donc s'engager pour la défense de la culture chrétienne de l'Occident. Son livre a été l'un des plus lus sur les questions ecclésiales dans cette période. En conformité avec l'esprit du temps, Dibelius assumait une position antisémite, expliquant dans une circulaire aux pasteurs de son district « que dans tous les phénomènes dégénératifs de la civilisation moderne, le judaïsme joue un rôle de premier plan. » 
Cette période a correspondu à un net déclin des effectifs de l’Église malgré les ralliements de certains migrants et nouveaux baptisés. Au début et au milieu des années 1920, le nombre annuel de départs s'élevait à environ 80 000. De 1928 à 1932, environ 50 000 paroissiens se séparèrent de l'Église protestante de l'Union vieille-prussienne.
Lors des élections internes à l’Église, les fidèles formaient des partis ecclésiastiques, qui désignaient des candidats pour les postes aux conseils presbytéraux et aux synodes de différents niveaux. En 1919, les socialistes chrétiens fondèrent l'Alliance des religieux socialistes (Bund Religiöser Sozialisten). En réaction à cette politisation surgit une liste protestante apolitique (Evangelisch-unpolitische Liste), qui entrait en concurrence avec le traditionnels parti du Milieu (Mittelpartei) et parti de l'Union positive et d'un autre nouveau parti, le Jungreformatorische Bewegung. Dans les campagnes, des listes communes de candidats d'opinions différentes se formaient.
En février 1932, les protestants nazis, notamment Wilhelm Kube, l'un des anciens pasteurs de la paroisse de l’Église Gethsémané de Berlin et porte-parole des six parlementaires du NSDAP à la Diète prussienne, fondèrent un nouveau parti ecclésial, le mouvement de foi des chrétiens allemands (allemand : Glaubensbewegung Deutsche Christen, DC), participant les 12 et 14 novembre 1932 pour la première fois aux élections presbytérales et synodales au sein de l'Église protestante de l'Union vieille-prussienne et gagnant environ un tiers des sièges dans les conseils presbytéraux et les synodes.
Entre les deux guerres, le synode général de l'Église protestante de l'Union vieille-prussienne s'est réuni cinq fois. En 1927, il a décidé à une étroite majorité de maintenir le titre de surintendant général au lieu de le remplacer par celui d'évêque. Le même synode général a voté pour l'admission des femmes comme vicaires. 
l'Église protestante de l'Union vieille-prussienne et l’État libre de Prusse formalisèrent leur relation par le concordat du 31 mai 1931. Dès lors, l'Église a pu participer à la nomination des professeurs de théologie protestante et au contrôle de leur enseignement dans les universités d'État dans les provinces ecclésiastiques vieille-prussiennes, alors que l'État libre pouvait opposer son veto à la nomination de fonctionnaires dirigeants.

### Sous le Troisième Reich
Sous le Troisième Reich, l'Église protestante de l'Union vieille-prussienne a été profondément divisée. La plupart des pasteurs et des paroissiens ont accueilli favorablement la prise de pouvoir par les nazis. La plupart des protestants ont cru que les arrestations en masse, à la suite du décret de l'incendie du Reichstag, abolissant les droits civiques le 28 février 1933, frappaient les bonnes personnes.
Le 21 mars 1933, le nouveau Reichstag fut convoqué à l'église de la garnison de Potsdam, un événement commémoré comme la journée de Potsdam. Le surintendant général localement compétent Otto Dibelius prit la parole. Dans une déclaration à la radio américaine, il minimisa le boycott nazi des entreprises juives et les exactions contre les entreprises de propriétaires juifs et de païens d'ascendance juive. Il répéta sa position dans sa circulaire aux pasteurs de son district à l'occasion de Pâques (16 avril 1933) dans les mêmes termes qu'en 1928.
Le gouvernement national-socialiste, visant à contrôler les Églises protestantes, utilisait le mouvement des « chrétiens allemands ». Réunis à Berlin les 4 et 5 avril 1933, ceux-ci exigèrent le renvoi de tous les membres des organes exécutifs des vingt-huit Églises protestantes d'Allemagne et la fusion définitive de ces Églises au sein d'une Église protestante allemande unique, dirigée selon le principe nazi par un unique « évêque du Reich », abolissant toute la participation démocratique des paroissiens dans les conseils presbytéraux et les synodes. Les Chrétiens allemands annoncèrent la nomination d'un évêque du Reich pour le 31 octobre 1933, le jour de la Réformation.
En outre, les «chrétiens allemands» exigèrent de purifier le protestantisme de tout le patrimoine juif. Le judaïsme ne devant plus être considéré comme une religion, qui peut être adoptée et abandonnée, mais une simple catégorie raciale. Ainsi, les Chrétiens allemands s'opposaient au prosélytisme parmi les juifs. Le protestantisme révisé par les nazis devait aussi abandonner l'Ancien Testament, livre juif qui comprend les Dix Commandements et en particulier la vertu de miséricorde (Tu n'auras point de vengeance, et tu n'auras aucune rancune contre les enfants de ton peuple, mais tu aimeras ton prochain comme toi-même. Je suis l'Éternel, tirée de la Bible, Livre du Lévitique) !
La tentative de prise de contrôle de l’Église par les nazis conduisit au schisme entre l’Église protestante officielle et l’Église confessante (Bekennende Kirche), dissidente, dont une figure de proue fut le théologien Dietrich Bonhoeffer.

### Conséquences de la guerre sur l’Église
Au cours de la Seconde Guerre mondiale, de nombreux biens de l'Église protestante de l'Union vieille-prussienne ont été endommagés ou détruits par les bombardements alliés, notamment dans les villes, y compris de nombreux édifices d'importance historique et/ou de grande valeur architecturale.
Dans la ville de Berlin, par exemple, parmi les 191 églises appartenant à l'Église protestante de l'Union vieille-prussienne, 18 ont été complètement détruites, 68 ont été gravement endommagées, 54 ont eu des dommages considérables, 49 ont subi des dégâts légers et 2 sont restées intactes. 
Lorsque les soldats soviétiques entrèrent pour la première fois dans le territoire de la « Province ecclésiastique de Prusse orientale » à la fin de 1944, « l'Église protestante de l'Union vieille-prussienne » décida de déplacer les archives de l'Église de la Prusse-Orientale et Occidentale menacée dans les parties centrales de Prusse, où plus de 7 200 registres d'église ont été finalement sauvés. Mais avec ses offensives à partir de janvier 1945, l'Armée rouge a avancé si rapidement, qu'il n'y avait presque aucune chance de sauver les réfugiés, et a fortiori pas le temps de préserver les archives paroissiales de Poméranie ultérieure, de l'est du Brandebourg ni d'une bonne partie de la Silésie. À la fin de la guerre, des millions de paroissiens et de nombreux pasteurs s'enfuirent vers l'ouest.
Dans les années 1950 à 1970, l'Allemagne de l'Est, la république populaire de Pologne et l'Union soviétique ont réprimé les libertés religieuses et mis sous contrôle voire exproprié ses biens.
Après la guerre, des provinces ecclésiastiques entières disparurent à la suite de la fuite et de l'expulsion des Allemands vivant à l'est de la ligne Oder-Neisse.
La structure ecclésiale centrale fut officiellement dissoute en 1948 ; les églises provinciales (Provinzialkirchen) devinrent des églises régionales indépendantes (Landeskirchen), et la structure centrale ne conserva qu'un simple rôle de coordination et d'entraide sous le nom d'Église protestante de l'Union (de) (Evangelische Kirche der Union, ou EKU. En 2003, elle fut rebaptisée Union des Églises protestantes (en allemand : Union Evangelischer Kirchen ou UEK).

## Direction de l'Église
En tant qu'organe exécutif suprême, le Conseil supérieur de l'Église protestante prussienne (EOK) est créé en 1850. En 1912, il déménage dans son propre bâtiment neuf dans la Jebensstraße, à Berlin. Il est composé de théologiens et de juristes. Avec le nouveau règlement ecclésiastique de 1922, ses compétences ont été réduites. La direction de l'Église, qui jusqu'en 1918 relevait du monarque prussien en tant qu'épiscopat suprême, passe en 1922 au sénat de l'Église, auquel l'EOK est désormais rattaché. Le président du Synode général préside également le Sénat de l'Église et représente l'Église à l'extérieur. En 1951, l'EOK est rebaptisée Chancellerie de l'Église et est restée sous cette appellation même après le changement de nom de l'Église protestante de l'ancienne Union prussienne en Église protestante de l'Union en décembre 1953.

### Présidents de Conseil supérieur de l'Église protestante
- 1850-1863 : Rudolf von Uechtritz (de)
- 1863-1864 : Heinrich von Mühler
- 1865-1872 : Ludwig Emil Mathis (de)
- 1872-1873 : Wilhelm Hoffmann (de)
- 1873-1878 : Emil Herrmann
- 1878-1891 : Ottomar Hermes (de)
- 1891-1903 : Friedrich Wilhelm Barkhausen (de)
- 1903-1919 : Bodo Voigts (de)
- 1919-1924 : Reinhard Möller (de)
- 1925-1933 : Hermann Kapler (de)
- 1933 : Ernst Stoltenhoff (de) ; intérimaire, destitué par le commissaire d'État prussien August Jäger
- 1933-1945 : Friedrich Werner (de)
- 1945-1951 : Otto Dibelius

### Présidents du Synode général
À partir de 1922, les présidents du Synode général dirigent également l'Église d'État en tant que comité directeur du Sénat de l'Église. Le nouveau règlement ecclésiastique de l'ancienne Église prussienne du 1er août 1951 remplace le sénat ecclésiastique par le conseil de l'Église protestante de l'ancienne Union prussienne. Le président du Synode général en est membre, mais pas président de par sa fonction.
- 1846 : Daniel Amadeus Neander, vice-président du Synode général prussien de 1846
- 1847-1874 : pas de synode général.
- 1875 : Otto zu Stolberg-Wernigerode
- 1879-1887 : Adolf von Arnim-Boitzenburg
- 1891 : Hans Hugo von Kleist-Retzow
- 1892-1893 : Otto Holtzheuer
- 1894-1915 : Albert von Zieten-Schwerin (de)
- 1915-1933 : Johann Friedrich Winckler
- 1933-1945 : Friedrich Werner (de)
- 1945-1950 : Vacance
- 1950-1970 : Lothar Kreyssig

### En anglais
- Bigler, Robert M. The Politics of German Protestantism : The Rise of the Protestant Church Elite in Prussia, 1815-1848 (Univ of California Press, 1972)
- Borg, Daniel R. The Old Prussian Church and the Weimar Republic : A Study in Political Adjustment, 1917-1927 (University Press of New England, 1984)
- Clark, Christopher. "Confessional policy and the limits of state action : Frederick William III and the Prussian Church Union 1817–40." Historical Journal 39.#4 (1996) pp : 985-1004. in JSTOR
- Crowner, David, Gerald Christianson, and August Tholuck. The Spirituality of the German Awakening (Paulist Press, 2003)
- Groh, John E. Nineteenth century German Protestantism : the church as social model (University Press of America, 1982)
- Lamberti, Marjorie. "Religious Conflicts and German National Identity in Prussia 1866-1914." in Philip Dwyer, ed., Modern Prussian History : 1830–1947 (2001) pp : 169-87.
- Lamberti, Marjorie. "Lutheran Orthodoxy and the Beginning of Conservative Party Organization in Prussia." Church History 37#4 (1968) : 439-453. in JSTOR
- Landry, Stan Michael. "That All May be One? Church Unity, Luther Memory, and Ideas of the German Nation, 1817-1883." (PhD, University of Arizona. 2010). online
- Drummond, Andrew Landale. German Protestantism since Luther (1951)
- Gordon, Frank J. "Protestantism and Socialism in the Weimar Republic." German Studies Review (1988) : 423-446. in JSTOR
- Hope, Nicholas. German and Scandinavian protestantism 1700-1918 (Oxford University Press, 1999) online, With highly detailed bibliography
- Latourette, Kenneth Scott. Christianity in a Revolutionary Age, II : The Nineteenth Century in Europe : The Protestant and Eastern Churches. (1969)
- Steinhoff, Anthony. The Gods of the City: Protestantism and religious culture in Strasbourg, 1870-1914 (Brill, 2008)
- Ward, W. R. Theology, Sociology and Politics : The German Protestant Social Conscience 1890-1933 (Berne, 1979)
- Williamson, George S. "A religious sonderweg? Reflections on the sacred and the secular in the historiography of modern Germany." Church history 75#1 (2006) : 139-156.

### En allemand
- Akten zur deutschen auswärtigen Politik : Series D (1937–1945), 13 vol., Walter Bußmann (ed.), vol. 7 : 'Die letzten Wochen vor Kriegsausbruch: 9. August bis 3. September 1939', Göttingen: Vandenhoeck & Ruprecht, 1956, p. 171. [ISBN unspecified].
- Helmut Baier, Kirche in Not: Die bayerische Landeskirche im Zweiten Weltkrieg, Neustadt an der Aisch: Degener (in commission), 1979, (=Einzelarbeiten aus der Kirchengeschichte Bayerns ; vol. 57)  (ISBN 3-7686-9049-0).
- Felicitas Bothe-von Richthofen, Widerstand in Wilmersdorf, Gedenkstätte Deutscher Widerstand (ed.), Berlin: Gedenkstätte Deutscher Widerstand, 1993, (=Schriftenreihe über den Widerstand in Berlin von 1933 bis 1945 ; vol. 7)  (ISBN 3-926082-03-8).
- Die Bekenntnisse und grundsätzlichen Äußerungen zur Kirchenfrage: 3 vol., Kurt Dietrich Schmidt (ed.), Göttingen: Vandenhoeck & Ruprecht, 1934–1936, vol. 1. [ISBN unspecified].
- Ursula Büttner, "Von der Kirche verlassen: Die deutschen Protestanten und die Verfolgung der Juden und Christen jüdischer Herkunft im »Dritten Reich«", in: Die verlassenen Kinder der Kirche: Der Umgang mit Christen jüdischer Herkunft im »Dritten Reich«, Ursula Büttner and Martin Greschat (eds.), Göttingen: Vandenhoeck & Ruprecht, 1998, p. 15-69  (ISBN 3-525-01620-4).
- Otto Dibelius, Das Jahrhundert der Kirche: Geschichte, Betrachtung, Umschau und Ziele, Berlin: Furche-Verlag, 1927. [ISBN unspecified].
- Klaus Drobisch, "Humanitäre Hilfe – gewichtiger Teil des Widerstandes von Christen (anläßlich des 100. Geburtstages von Propst Heinrich Grüber)", in: Heinrich Grüber und die Folgen: Beiträge des Symposiums am 25. Juni 1991 in der Jesus-Kirche zu Berlin-Kaulsdorf, Eva Voßberg (ed.), Berlin: Bezirkschronik Berlin-Hellersdorf, 1992, (=Hellersdorfer Heimathefte ; No. 1), p. 26-29. [ISBN unspecified].
- Gerhard Engel, Heeresadjutant bei Hitler: 1938–1943 ; Aufzeichnungen des Majors Engel, Hildegard von Kotze (ed. and comment.), Stuttgart: Deutsche Verlags-Anstalt, 1974, (=Schriftenreihe der Vierteljahrshefte für Zeitgeschichte ; vol. 29)  (ISBN 3-421-01699-2).
- Erich Foerster, Die Entstehung der Preußischen Landeskirche unter der Regierung König Friedrich Wilhelms des Dritten ; Nach den Quellen erzählt von Erich Foerster. Ein Beitrag zur Geschichte der Kirchenbildung im deutschen Protestantismus: 2 parts, Tübingen: Mohr, 1905 (pt 1) and 1907 (pt 2). [ISBN unspecified].
- Frederick William III and Daniel Amadeus Gottlieb Neander, Luther in Beziehung auf die evangelische Kirchen-Agende in den Königlich Preussischen Landen (11827), Berlin: Unger, 21834. [ISBN unspecified].
- Herbert Frost, Strukturprobleme evangelischer Kirchenverfassung: Rechtsvergleichende Untersuchungen zum Verfassungsrecht der deutschen evangelischen Landeskirchen, Göttingen: Vandenhoeck & Ruprecht, 1972, partly identical with Cologne, Univ., Habilitationsschrift, 1968. [ISBN unspecified].
- Wolfgang Gerlach, Als die Zeugen schwiegen: Bekennende Kirche und die Juden, reedited and accompl. ed., Berlin: Institut Kirche und Judentum, 21993, (=Studien zu Kirche und Israel ; vol. 10).  (ISBN 3-923095-69-4). An earlier version appeared as doctoral thesis titled Zwischen Kreuz und Davidstern, Hamburg, Univ., Diss., 11970. [ISBN unspecified]
- J. F. Gerhard Goeters, Joachim Rogge (Hrsg., im Auftrag der Evangelischen Kirche der Union): Die Geschichte der Evangelischen Kirche der Union. Ein Handbuch. 3 Bände. Evangelische Verlagsanstalt, Leipzig 1992–1999  (ISBN 3-374-01386-4).
- Arthur Goldschmidt, Geschichte der evangelischen Gemeinde Theresienstadt 1942–1945, Tübingen: Furche-Verlag, 1948, (=Das christliche Deutschland 1933 bis 1945: Evangelische Reihe ; vol. 7). [ISBN unspecified].
- Martin Greschat, "Friedrich Weißler: Ein Jurist der Bekennenden Kirche im Widerstand gegen Hitler", in: Die verlassenen Kinder der Kirche: Der Umgang mit Christen jüdischer Herkunft im »Dritten Reich«, Ursula Büttner and Martin Greschat (eds.), Göttingen: Vandenhoeck & Ruprecht, 1998, p. 86-122  (ISBN 3-525-01620-4).
- Martin Greschat, "»Gegen den Gott der Deutschen«: Marga Meusels Kampf für die Rettung der Juden", in: Die verlassenen Kinder der Kirche: Der Umgang mit Christen jüdischer Herkunft im »Dritten Reich«, Ursula Büttner and Martin Greschat (eds.), Göttingen: Vandenhoeck & Ruprecht, 1998, p. 70-85  (ISBN 3-525-01620-4).
- Martin Greschat (ed. and commentator), Zwischen Widerspruch und Widerstand: Texte zur Denkschrift der Bekennenden Kirche an Hitler (1936), Munich: Kaiser, 1987, (=Studienbücher zur kirchlichen Zeitgeschichte ; vol. 6)  (ISBN 3-459-01708-2).
- Heinrich Grüber. Sein Dienst am Menschen, Peter Mehnert on behalf or the Evangelische Hilfsstelle für ehemals Rasseverfolgte and Bezirksamt Hellersdorf (ed.), Berlin: Bezirkschronik Berlin-Hellersdorf, 1988. [ISBN unspecified].
- Iselin Gundermann (de) (Hrsg.): Evangelische Kirche der preußischen Union 1817–2003. Ein Bild- und Textband (= Veröffentlichungen des Evangelischen Zentralarchivs in Berlin. Band 11). Im Auftrag des Arbeitskreises der EKU-Stiftung für Kirchengeschichtliche Forschung, Archives centrales protestantes de Berlin, Berlin 2013  (ISBN 978-3-9801646-5-8).
- Israel Gutman, Daniel Fraenkel, Sara Bender, and Jacob Borut (eds.), Lexikon der Gerechten unter den Völkern: Deutsche und Österreicher [Rashût ha-Zîkkarôn la-Sho'a we-la-Gvûrah (רשות הזכרון לשואה ולגבורה), Jerusalem: Yad VaShem ; dt.], Uwe Hager (trl.), Göttingen: Wallstein Verlag, 2005, article: Heinrich Grüber, pp. 128seqq.  (ISBN 3-89244-900-7).
- Gunnar Heinsohn, Worin unterscheidet sich der Holocaust von den anderen Völkermorden Hitlerdeutschlands?, lecture held for the Deutsch-Israelische Gesellschaft, Berlin, on 22 April 1999 at the Gemeindehaus of the Jewish Community of Berlin, p. 3. [ISBN unspecified].
- Ernst Hornig, Die Bekennende Kirche in Schlesien 1933–1945: Geschichte und Dokumente, Göttingen: Vandenhoeck & Ruprecht, 1977, (=Arbeiten zur Geschichte des Kirchenkampfes: Ergänzungsreihe ; vol. 10)  (ISBN 3-525-55554-7).
- Wilhelm Hüffmeier, "Die Evangelische Kirche der Union: Eine kurze geschichtliche Orientierung", in: „... den großen Zwecken des Christenthums gemäß“: Die Evangelische Kirche der Union 1817 bis 1992: Eine Handreichung für die Gemeinden, Wilhelm Hüffmeier (compil.) for the Kirchenkanzlei der Evangelischen Kirche der Union (ed.) on behalf of the Synod, Bielefeld: Luther-Verlag, 1992, p. 13-28  (ISBN 3-7858-0346-X).
- Wilhelm Hüffmeier and Christa Stache, Jebensstraße 3. Ein Erinnerungsbuch, Berlin: Union Evangelischer Kirchen in der EKD, 2006.  (ISBN 3-00-019520-3)
- Justus Perthes' Staatsbürger-Atlas: 24 Kartenblätter mit über 60 Darstellungen zur Verfassung und Verwaltung des Deutschen Reichs und der Bundesstaaten (11896), Paul Langhans (comment.), Gotha: Perthes, 21896. [ISBN unspecified].
- Kirchliches Jahrbuch für die Evangelische Kirche in Deutschland ; vols. 60–71 (1933–1944), Joachim Beckmann (ed.) on behalf of the Evangelische Kirche in Deutschland, Gütersloh: Bertelsmann, 1948  (ISSN 0075-6210).
- Alfred Kleindienst and Oskar Wagner, Der Protestantismus in der Republik Polen 1918/19 bis 1939 im Spannungsfeld von Nationalitätenpolitik und Staatskirchenrecht, kirchlicher und nationaler Gegensätze, Marburg upon Lahn: J.-G.-Herder-Institut, 1985, (=Marburger Ostforschungen ; vol. 42)  (ISBN 3-87969-179-7).
- Michael Kreutzer, Joachim-Dieter Schwäbl and Walter Sylten, "Mahnung und Verpflichtung", in: ›Büro Pfarrer Grüber‹ Evangelische Hilfsstelle für ehemals Rasseverfolgte. Geschichte und Wirken heute, Walter Sylten, Joachim-Dieter Schwäbl and Michael Kreutzer on behalf of the Evangelische Hilfsstelle für ehemals Rasseverfolgte (ed.; Evangelical Relief Centre for the formerly Racially Persecuted), Berlin: Evangelische Hilfsstelle für ehemals Rasseverfolgte, 1988, p. 24-29. [ISBN unspecified].
- Barbara Krüger and Peter Noss, "Die Strukturen in der Evangelischen Kirche 1933–1945", in: Kirchenkampf in Berlin 1932–1945: 42 Stadtgeschichten, Olaf Kühl-Freudenstein, Peter Noss, and Claus Wagener (eds.), Berlin: Institut Kirche und Judentum, 1999, (=Studien zu Kirche und Judentum ; vol. 18), p. 149-171  (ISBN 3-923095-61-9).
- Olaf Kühl-Freudenstein, "Berlin-Dahlem", in: Kirchenkampf in Berlin 1932–1945: 42 Stadtgeschichten, Olaf Kühl-Freudenstein, Peter Noss, and Claus Wagener (eds.), Berlin: Institut Kirche und Judentum, 1999, (=Studien zu Kirche und Judentum; vol. 18), p. 396-411  (ISBN 3-923095-61-9).
- Olaf Kühl-Freudenstein, "Die Glaubensbewegung Deutsche Christen", in: Kirchenkampf in Berlin 1932–1945: 42 Stadtgeschichten, Olaf Kühl-Freudenstein, Peter Noss, and Claus Wagener (eds.), Berlin: Institut Kirche und Judentum, 1999, (=Studien zu Kirche und Judentum ; vol. 18), p. 97-113  (ISBN 3-923095-61-9).
- Günther Kühne and Elisabeth Stephani, Evangelische Kirchen in Berlin (11978), Berlin: CZV-Verlag, 21986  (ISBN 3-7674-0158-4).
- Ralf Lange and Peter Noss, "Bekennende Kirche in Berlin", in: Kirchenkampf in Berlin 1932–1945: 42 Stadtgeschichten, Olaf Kühl-Freudenstein, Peter Noss, and Claus Wagener (eds.), Berlin: Institut Kirche und Judentum, 1999, (=Studien zu Kirche und Judentum ; vol. 18), p. 114-147  (ISBN 3-923095-61-9).
- Eckhard Lessing, "Gemeinschaft im Dienst am Evangelium: Der theologische Weg der EKU", in: „... den großen Zwecken des Christenthums gemäß“: Die Evangelische Kirche der Union 1817 bis 1992: Eine Handreichung für die Gemeinden, Wilhelm Hüffmeier (compil.) for the Kirchenkanzlei der Evangelischen Kirche der Union (ed.) on behalf of the Synod, Bielefeld: Luther-Verlag, 1992, p. 29-37  (ISBN 3-7858-0346-X).
- Hartmut Ludwig, "Das ›Büro Pfarrer Grüber‹ 1938–1940", in: ›Büro Pfarrer Grüber‹ Evangelische Hilfsstelle für ehemals Rasseverfolgte. Geschichte und Wirken heute, Walter Sylten, Joachim-Dieter Schwäbl and Michael Kreutzer on behalf of the Evangelische Hilfsstelle für ehemals Rasseverfolgte (ed. ; Evangelical Relief Centre for the formerly Racially Persecuted), Berlin: Evangelische Hilfsstelle für ehemals Rasseverfolgte, 1988, p. 1-23. [ISBN unspecified].
- Kurt Meier, Kirche und Judentum: Die Haltung der evangelischen Kirche zur Judenpolitik des Dritten Reiches, Halle upon Saale: Niemeyer, 1968. [ISBN unspecified].
- Christine-Ruth Müller, Dietrich Bonhoeffers Kampf gegen die nationalsozialistische Verfolgung und Vernichtung der Juden: Bonhoeffers Haltung zur Judenfrage im Vergleich mit Stellungnahmen aus der evangelischen Kirche und Kreisen des deutschen Widerstandes, Munich: Kaiser, 1990, (=Heidelberger Untersuchungen zu Widerstand, Judenverfolgung und Kirchenkampf im Dritten Reich ; vol. 5), simultaneously handed in at the University Ruperto Carola Heidelbergensis, Diss., 1986  (ISBN 3-459-01811-9).
- Wilhelm Niesel, Kirche unter dem Wort: Der Kampf der Bekennenden Kirche der altpreußischen Union 1933–1945, Göttingen: Vandenhoeck & Ruprecht, 1978, (=Arbeiten zur Geschichte des Kirchenkampfes: Ergänzungsreihe ; vol. 11)  (ISBN 3-525-55556-3).
- Peter Noss, "Berlin-Staaken-Dorf", in: Kirchenkampf in Berlin 1932–1945: 42 Stadtgeschichten, Olaf Kühl-Freudenstein, Peter Noss, and Claus Wagener (eds.), Berlin: Institut Kirche und Judentum, 1999, (=Studien zu Kirche und Judentum ; vol. 18), p. 558-563  (ISBN 3-923095-61-9).
- Peter Noss, "Schlussbetrachtung", in: Kirchenkampf in Berlin 1932–1945: 42 Stadtgeschichten, Olaf Kühl-Freudenstein, Peter Noss, and Claus Wagener (eds.), Berlin: Institut Kirche und Judentum, 1999, (=Studien zu Kirche und Judentum ; vol. 18), p. 574-591  (ISBN 3-923095-61-9).
- Enno Obendiek, "Die Theologische Erklärung von Barmen 1934: Hinführung", in: „... den großen Zwecken des Christenthums gemäß“: Die Evangelische Kirche der Union 1817 bis 1992: Eine Handreichung für die Gemeinden, Wilhelm Hüffmeier (compilator) for the Kirchenkanzlei der Evangelischen Kirche der Union (ed.) on behalf of the Synod, Bielefeld: Luther-Verlag, 1992, p. 52-58  (ISBN 3-7858-0346-X).
- Eberhard Röhm and Jörg Thierfelder, Juden – Christen – Deutsche: 4 vols. in 7 parts, Stuttgart: Calwer-Verlag, 1990–2007  (ISBN 3-7668-3934-9).
- Hans-Rainer Sandvoß, Widerstand in Kreuzberg, altered and ext. ed., Gedenkstätte Deutscher Widerstand (ed.), Berlin: Gedenkstätte Deutscher Widerstand, 21997, (=Schriftenreihe über den Widerstand in Berlin von 1933 bis 1945; No. 10)  (ISSN 0175-3592).
- Hans-Rainer Sandvoß, Widerstand in Steglitz und Zehlendorf, Gedenkstätte Deutscher Widerstand (ed.), Berlin: Gedenkstätte Deutscher Widerstand, 1986, (=Schriftenreihe über den Widerstand in Berlin von 1933 bis 1945; No. 2)  (ISSN 0175-3592).
- Hans-Rainer Sandvoß, Widerstand in Wedding und Gesundbrunnen, Gedenkstätte Deutscher Widerstand (ed.), Berlin: Gedenkstätte Deutscher Widerstand, 2003, (=Schriftenreihe über den Widerstand in Berlin von 1933 bis 1945; No. 14)  (ISSN 0175-3592).
- Hans-Walter Schmuhl, Rassenhygiene, Nationalsozialismus, Euthanasie: Von der Verhütung zur Vernichtung "lebensunwerten Lebens", 1890–1945, Göttingen: Vandenhoeck & Ruprecht, 1987, (=Kritische Studien zur Geschichtswissenschaft ; vol. 75); simultaneously handed in as doctoral thesis in Bielefeld, University of Bielefeld, Diss., 1986 under the title: Die Synthese von Arzt und Henker,  (ISBN 978-3-525-35737-8) (print),  (ISBN 978-3-666-35737-4) (ebook), DOI 10.13109/9783666357374
- Stefan Schreiner, "Antisemitismus in der evangelischen Kirche", in: Heinrich Grüber und die Folgen: Beiträge des Symposiums am 25. Juni 1991 in der Jesus-Kirche zu Berlin-Kaulsdorf, Eva Voßberg (ed.), Berlin: Bezirkschronik Berlin-Hellersdorf, 1992, (=Hellersdorfer Heimathefte ; No. 1), p. 17-25. [ISBN unspecified].
- Synode der Evangelischen Kirche der Union, "Erklärung zur theologischen Grundbestimmung der Evangelischen Kirche der Union (EKU)", in: „... den großen Zwecken des Christenthums gemäß“: Die Evangelische Kirche der Union 1817 bis 1992: Eine Handreichung für die Gemeinden, Wilhelm Hüffmeier (compil.) for the Kirchenkanzlei der Evangelischen Kirche der Union (ed.) on behalf of the Synod, Bielefeld: Luther-Verlag, 1992, p. 38-49  (ISBN 3-7858-0346-X).
- Claus Wagener, "Die evangelische Kirche der altpreußischen Union", in: Kirchenkampf in Berlin 1932–1945: 42 Stadtgeschichten, Olaf Kühl-Freudenstein, Peter Noss, and Claus Wagener (eds.), Berlin: Institut Kirche und Judentum, 1999, (=Studien zu Kirche und Judentum; vol. 18), p. 20-26  (ISBN 3-923095-61-9).
- Claus Wagener, "Die Vorgeschichte des Kirchenkampfes", in: Kirchenkampf in Berlin 1932–1945: 42 Stadtgeschichten, Olaf Kühl-Freudenstein, Peter Noss, and Claus Wagener (eds.), Berlin: Institut Kirche und Judentum, 1999, (=Studien zu Kirche und Judentum ; vol. 18), p. 27-75  (ISBN 3-923095-61-9).
- Claus Wagener, "Nationalsozialistische Kirchenpolitik und protestantische Kirchen nach 1933", in: Kirchenkampf in Berlin 1932–1945: 42 Stadtgeschichten, Olaf Kühl-Freudenstein, Peter Noss, and Claus Wagener (eds.), Berlin: Institut Kirche und Judentum, 1999, (=Studien zu Kirche und Judentum; vol. 18), p. 76-96  (ISBN 3-923095-61-9).
- Wider das Vergessen: Schicksale judenchristlicher Pfarrer in der Zeit 1933–1945 (special exhibition in the Lutherhaus Eisenach April 1988 – April 1989), Evangelisches Pfarrhausarchiv (ed.), Eisenach: Evangelisches Pfarrhausarchiv, 1988. [ISBN unspecified].